# One Day at a Time (sèrie de televisió de 2017)
One Day at a Time és una comèdia nord-americana produïda per a la plataforma Netflix. És una nova versió de la sèrie de 1975 del mateix nom. Gloria Calderón Kellett i Mike Royce en van escriure el guió. One Day at a Time conté tretze episodis per a la seva primera temporada.
Justina Machado, Rita Moreno, Isabella Gomez, Stephen Tobolowsky, Marcel Ruiz, i Todd Grinnell en són els protagonistes. Pamela_Fryman n'és la directora de l'episodi pilot. La comedia es va estrenar el 6 de gener de 2017, a Netflix.

## Sinopsi
La sèrie tracta d'una família cubana-nord-americana sustentada per Penelope, mare separada i veterana de guerra. Penelope cria la seva filla Elena, que té  una visió progressista i el seu fill Álex, socialment inepte. La mare de Penelope, Lydia, l'ajuda a cuidar dels nens.

## Repartiment

### Principal
- Justina Machado com Penelope Álvarez, és una infermera veterana de la guerra de l'Afganistan. Quan torna de l'exèrcit, s'enfronta amb problemes per integrar-se a la vida de civil.
- Rita Moreno com Lydia, és la mare de Penelope. En la seva joventut va ser ballarina i mestra de ball. De molt petita va emigrar de Cuba als Estats Units fugint del règim de Fidel Castro.
- Todd Grinnell interpreta Dwayne Schneider, el veí de la família Álvarez
- Isabella Gomez interpreta Elena Álvarez, és la filla gran de Penelope. És una jove liberal que constantment qüestiona algunes dels costums masclistes de la societat i el tracte que les dona a les dones.
- Stephen Tobolowsky com a Dr. Berkowitz, és el cap de Penelope. Després de diversos episodis s'enamora de la Lydia.
- Marcel Ruiz interpreta Alex Álvarez. És el fill petit de Penelope I germà d'Elena, gairebé sempre es fica en problemes.

### Personatges secundaris
- Ariela Barer que interpreta Carmen, és la millor amiga de l'Elena. A causa de la deportació dels seus pares viu una temporada a casa de la seva amiga. Posteriorment, es muda amb el seu germà a Texas.

- Fiona Gubelmann interpreta Lori, la secretaria de Dr. Berkowitz

- Erin Nenninger interpreta Scott, un infermer que treballa amb Penelope.

## Episodis

### Primera Temporada
| Capítol | Títol | Direcció           |
| ------- | --- | ------------------ |
| 1       | «This is it» Penelope intenta convèncer la filla feminista que celebri una festa tradicional de quinceañera.                                                                        | Pamela Fryman      |
| 2       | «Bobos i Mamitas» Penelope i Elena es queixen de que no les prenen seriosament a l'escola i el treball pel fet de ser dones.                                                        | Pamela Fryman      |
| 3       | «No Mass» Lydia desapareix després d'una forta baralla amb la seva filla a causa de la religió. La rutina de la casa es veu totalment truncada a causa de la seva absència.         | Phill Lewis        |
| 4       | «A Snowman's Tale» Penelope torna a tenir cites amoroses i, el seu veí Schneider l'ajuda a utilitzar aplicacions per conèixer gent nova.                                            | Phill Lewis        |
| 5       | «Strays» Penelope descobreix que Elena i la seva millor amiga, Carmen, amaguen un gran secret.                                                                                      | Phill Lewis        |
| 6       | «The Death of Mrs. Resnick» El cotxe de la família s'espatlla i Penelope ha de comprar un nou intentant deixar de banda tots els records i sentiments que li recorda el cotxe vell. | Victor Gonzalez    |
| 7       | «Hold, Please» Penelope intenta posar-se en contacte amb la línia de telèfon que ajuda veterans per concertar una visita mèdica.                                                    | Victor Gonzalez    |
| 8       | «One Lie at a Time» Penelope explica a la seva família que té hora. La Lydia els enganya i diu que va a l'església, però en realitat atén altres llocs.                             | Phill Lewis        |
| 9       | «Viva Cuba» Elena rep una carta de felicitació a causa dels seus estudis. Alex entrevista la seva àvia per a un projecte escolar i es descobreix un secret familiar.                | Jody Margolin Hahn |
| 10      | «Sex Talk» Penelope troba pornografia al portàtil del seu fill Alex, intenta parlar amb ell sobre sexe, però la seva conversa acaba en un fet sorprenent.                           | Michael Lembeck    |
| 11      | «Pride & Prejudice» Tot i que intenta ser comprensiva, Penelope se sent estranya amb la confessió de la seva filla i cerca consell.                                                 | Linda Mendoza      |
| 12      | «Hurricane Victor» L'exmarit de Penelope, Victor, fa una visita sorpresa que despertarà vells sentiments entre ells.                                                                | Pamela Fryman      |
| 13      | «Quinces» Tothom s'organitza i prepara per celebrar la festa d'Elena. | Pamela Fryman      |

### Segona temporada
| Capítol | Títol | Direcció                |
| ------- | --- | ----------------------- |
| 1       | «The Turn» Penelope es preocupa pels canvis que presenta el seu fill Alex, ja que últimament té problemes a l'escola. Mentrestant, Elena es planteja si la resta de la gent la prejutja a causa de la seva aparença.       | Pamela Fryman           |
| 2       | «Schooled» Penelope se sent desbordada a causa que ha de cuidar la seva família, treballar i estudiar. El seu veí, Schneider li ofereix ajuda per que aprengui a concentrar-se.                                            | Pamela Fryman           |
| 3       | «To Zir, With Love» Lydia dona consells a Elena perquè s'apropi a la persona que li agrada. | Phill Lewis             |
| 4       | «Roots» Elena s'horroritza quan s'adona de que la seva àvia no vota. Mentrestant, Penelope ensenya al seu fill a estalviar diners per quan va al cinema.                                                                   | Phill Lewis             |
| 5       | «Locked Down» La cita de la Penelope i eMax es veu interrompuda quan la família arriba abans a casa a causa d'un tancament policial.                                                                                       | Phill Lewis             |
| 6       | «Work Hard, Play hard» Penelope obliga l'Alex a acceptar un treball d'estiu perquè s'adoni del valor dels diners. Per altra banda, l'Elena aprèn una manera de cobrar per fer el seu hobby.                                | Pamela Fryman           |
| 7       | «Exclusive» Lydia descobreix que el Dr. Berkowitz assisteix a l'òpera sense ella. Per altra banda, Penelope s'adona que ha de parlar seriosament amb Max sobre llur relació.                                               | Pamela Fryman           |
| 8       | «What Happened» Penelope recorda el naixement d'Elena de l'any 2001 i, com pot canviar la vida de manera dràstica i inesperada.                                                                                            | Phill Lewis             |
| 9       | «Hello, Penelope» Penelope sent que ja torna a tenir la seva vida al seu lloc i decideix deixar de prendre antidepressius.                                                                                                 | Phill Lewis             |
| 10      | «Storage Wars» Elena aprèn que el seu treball no consisteix únicament en arreglar les coses dels veïns, sinó que s'ha vetllar pel seu bé. Per altra banda, Penelope i la Lydia es barallen per ocupar l'espai del garatge. | Kimberly McCullough     |
| 11      | «Homecoming» Al ball de l'escola Elena intenta que Syd cregui que és popular. | Pamela Fyman            |
| 12      | «Citizen Lydia» Lydia i Shneider fan l'examen per aconseguir la nacionalitat americana. Mentrestant, Penelope es planteja si vol tenir més fill amb Max.                                                                   | Gloria Calderon Kellett |
| 13      | «Not Yet» Una emergència mèdica provoca que els personatges reflexionin profundament sobre la seva vida i relació que tenen amb les persones que els rodegen.                                                              | Pamela Fryman           |

## Producció
L'11 de gener de 2016, la plataforma Netflix anuncia que ha encarregat la primera temporada de la nova versió de la sèrie One Day at a Time emès entre 1975 i 1984 per la cadena nord-americana Columbia Broadcasting System (CBS), que constarà de tretze episodis. La primera temporada va sortir el 6 de gener de 2017.

## Recepció
Segons Metacritic, la sèrie ha rebut crítiques majoritàriament favorables, amb una qualificació  de 77/100 de mitjana. A Rotten Tomatoes la sèrie té un 100 % amb 14 avaluacions dels crítics. Fins ara la sèrie ha estat aclamada pels crítics, la majoria elogiant l'actuació de Rita Moreno i Justina Machado. Roger Catlin va escriure: «Molt millor que Fuller House de Netflix, ja que té una calor i un gust que la majoria dels comèdies de situació de les cadenes envejarien. Robert Lloyd de Los Angeles Times, va comentar: «La sèrie troba ràpidament la seva veu i el seu ritme. És alegre sense precipitar-se».

### Premis i nominacions
| Any  | Premi                             | Categoria                                           | Nominació         | Resultat   | Referència |
| ---- | --------------------------------- | --------------------------------------------------- | ----------------- | ---------- | ---------- |
| 2017 | Teen Choice Awards                | Choice Tv Show: Comèdia                             | One Day at a Time | Nominat    | [ 10 ]     |
| 2017 | Imagen Foundation Awards          | Best Primetime Television Program - comèdia         | One Day at a Time | Guanyador  | [ 11 ]     |
| 2017 | Imagen Foundation Awards          | Millor actriu - televisió                           | Justina Machado   | Guanyadora | [ 11 ]     |
| 2017 | Imagen Foundation Awards          | Millor actriu de suport - televisió                 | Rita Moreno       | Nominada   | [ 11 ]     |
| 2017 | Imagen Foundation Awards          | Millor actriu de suport - televisió                 | Isabella Gomez    | Guanyadora | [ 11 ]     |
| 2017 | Imagen Foundation Awards          | Millor actor jove - televisió                       | Marcel Ruiz       | Guanyador  | [ 11 ]     |
| 2017 | Premis Primetime Emmy             | Edició d'imatges multimèdia per a sèries de comèdia | Pat Barnett       | Nominat    | [ 12 ]     |
| 2017 | Gold Derby Awards                 | Millor actriu de suport en comèdia                  | Rita Moreno       | Nominada   | [ 13 ]     |
| 2018 | Critics' Choice Television Awards | Millor actriu de suport en un sèrie de commedia     | Rita Moreno       | Nominada   |            |
| 2018 | GLAAD Media Awards                | Sèrie de commedia                                   | One Day at a Time | Nominada   | [ 14 ]     |